# Santuari Meiji

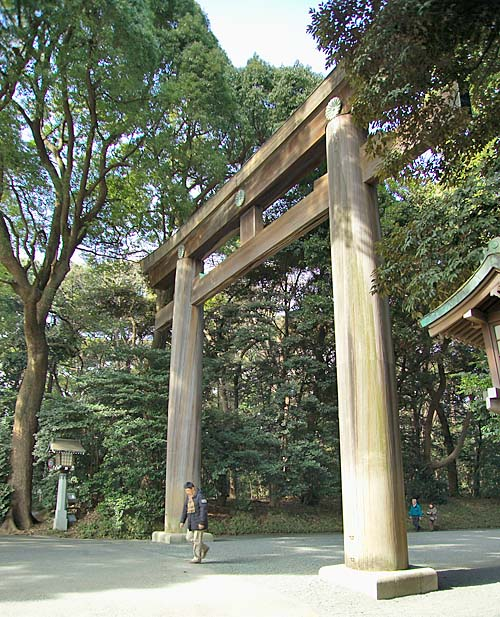
Torii a l'entrada del santuari Meiji

El Santuari Meiji (明治神宮, Meiji Jingū) és el santuari xintoista dedicat als esperits deïficats de l'Emperador Meiji i la seva dona, l'Emperadriu Shōken. Es troba al barri de Shibuya, a Tòquio (Japó).

## Història
Després de la mort de l'emperador en 1912, la Dieta del Japó va aprovar una resolució per a commemorar el seu paper en la Restauració Meiji Un camp de lliris en una zona de Tòquio que l'Emperador Meiji i la Emperatiz Shōken tenien el costum de visitar va ser escollida com a emplaçament final.
La construcció va començar en 1915, el temple va ser construït en l'estil tradicional Nagarezukuri i fet principalment amb xiprer i coure japonesos. Va ser consagrat oficialment en 1920 i finalitzat en 1921. Fins a 1946, el Santuari Meiji va ser oficialment nomenat com un dels Kanpei-taisha (官幣大社), que significava que ocupava el primer rang de santuaris amb suport del govern.
L'edifici original va ser destruït durant el bombardeig de Tòquio en la Segona Guerra Mundial. L'actual representació del santuari va ser realitzada mitjançant aportacions de diners públics i va ser completada a l'octubre de 1958.

## Complex del Santuari
El Santuari Meiji es troba en un bosc que cobreix una àrea de 700.000 m². Aquesta zona està coberta per un bosc frondós que suma 120.000 arbres de 365 espècies diferents, que van ser donats pel poble de tot Japó quan es va construir el santuari. El bosc és molt freqüentat com a zona d'esbarjo i tranquil·litat al centre de Tòquio. El Santuari està compost per dues zones principals:

### Naien
El Naien és el recinte interior, que se centra als edificis del santuari i inclou un museu del tresor que conté pertinences de l'Emperador i l'Emperadriu. El museu del tresor està construït en l'estil Azekurazukuri.

### Gaien
El Gaien és el recinte exterior, que inclou el Memorial de Galeria pictòrica Meiji que conté una col·lecció de 80 grans murals il·lustratius dels successos en la vida de l'emperador i la seva esposa. També inclou una varietat de recintes esportius, incloent l'Estadi Nacional, i és reconegut com l'epicentre esportiu al Japó. També inclou el Saló Memorial Meiji, que va ser usat inicialment per a les reunions del govern com els debats a prop de l'esborrany de la Constitució Meiji a la fi del segle xix. Avui es fa servir per celebrar noces xintoistes.

## Galeria d'imatges

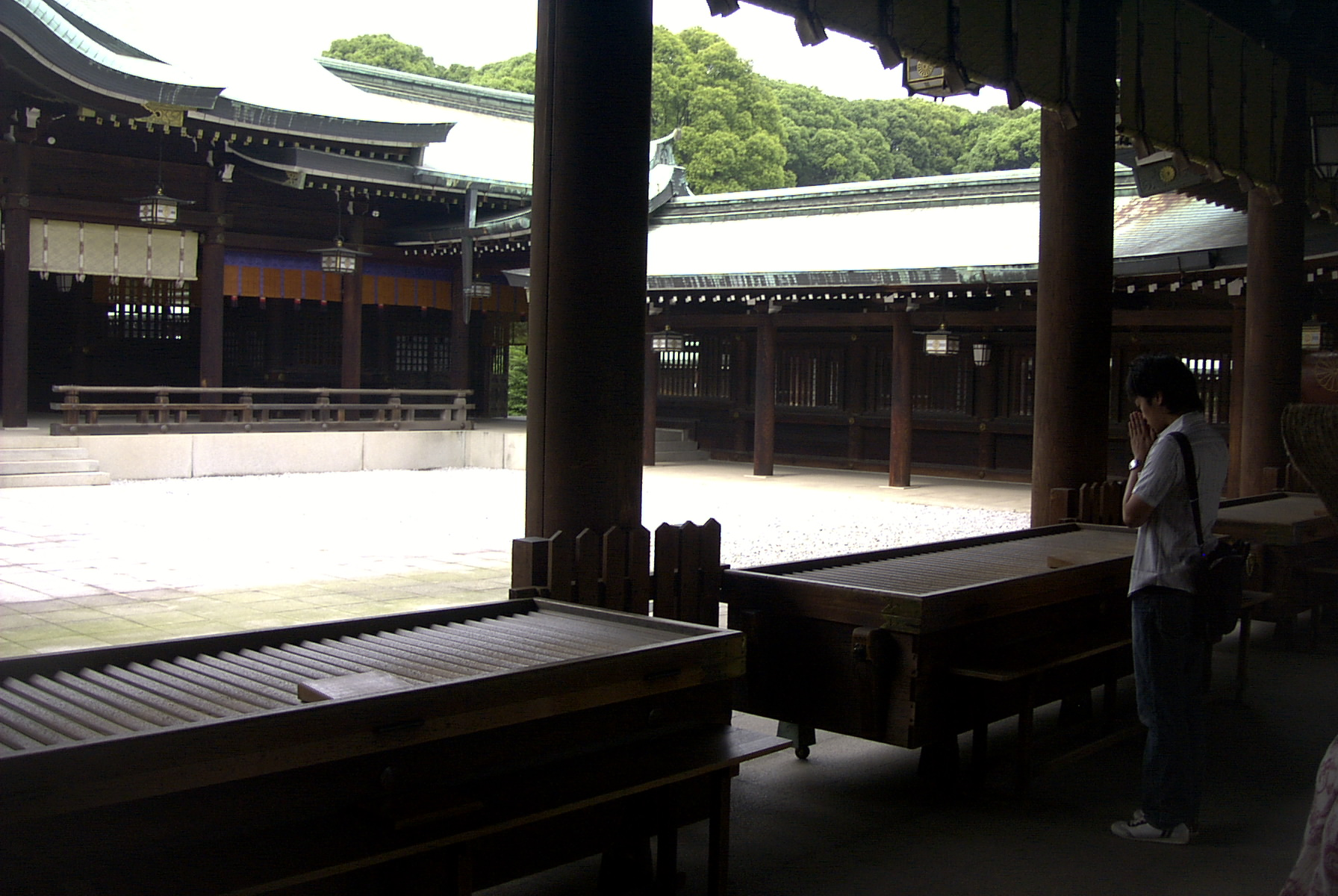
Santuari central consagrat a l'emperador Meiji
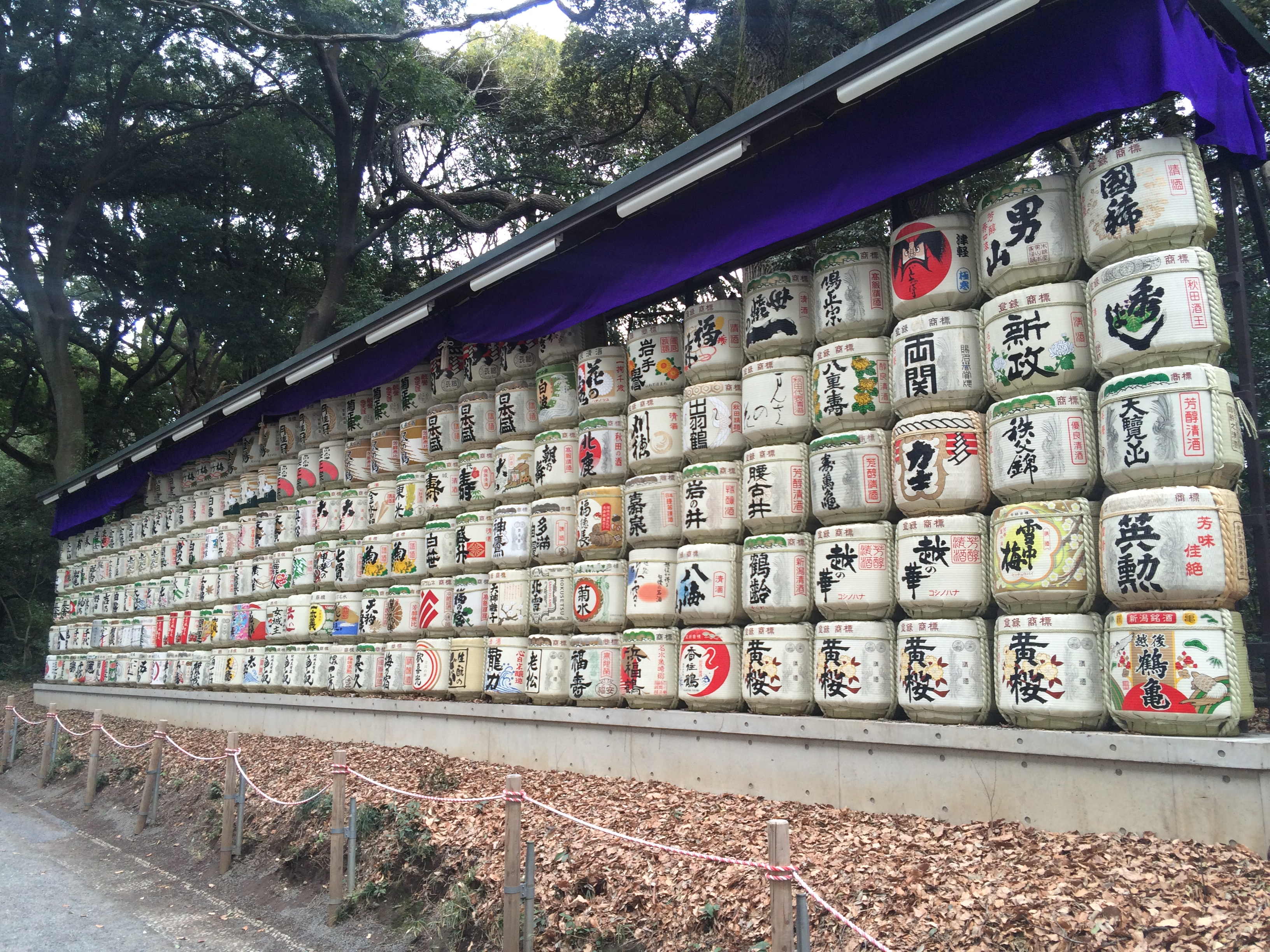
Barrils de sake (nihonshu) donats al santuari
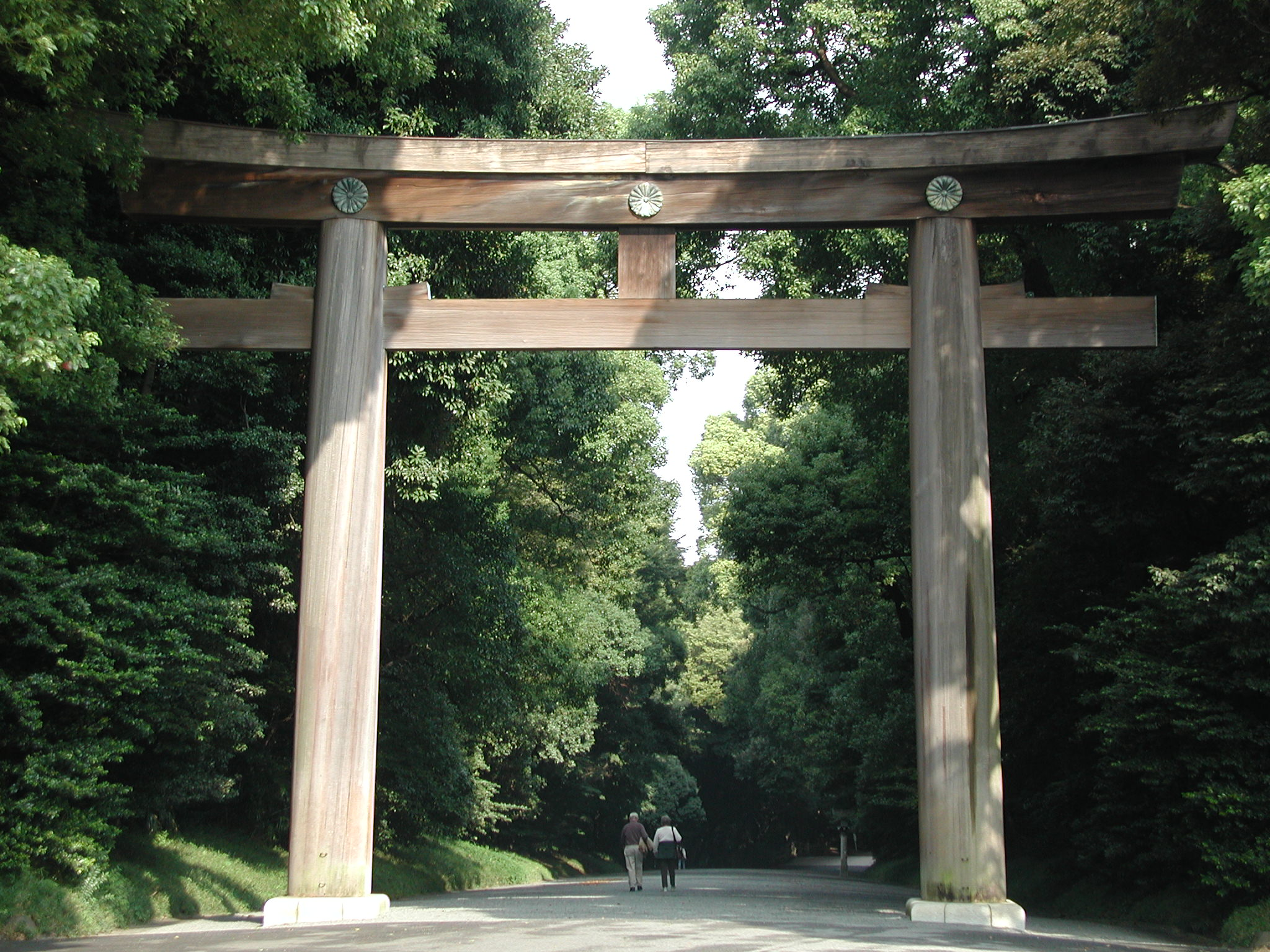
Vista del torii a l'entrada del santuari
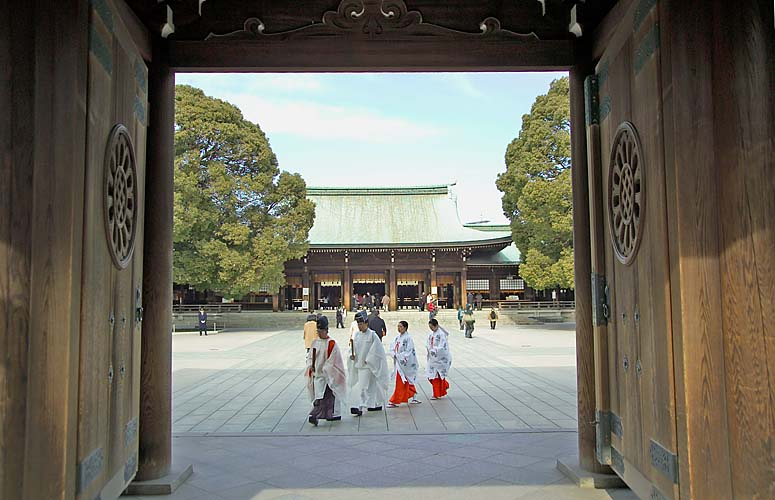
Sacerdots i donzelles usen la vestimenta tradicional a la preparació per a un casament al santuari
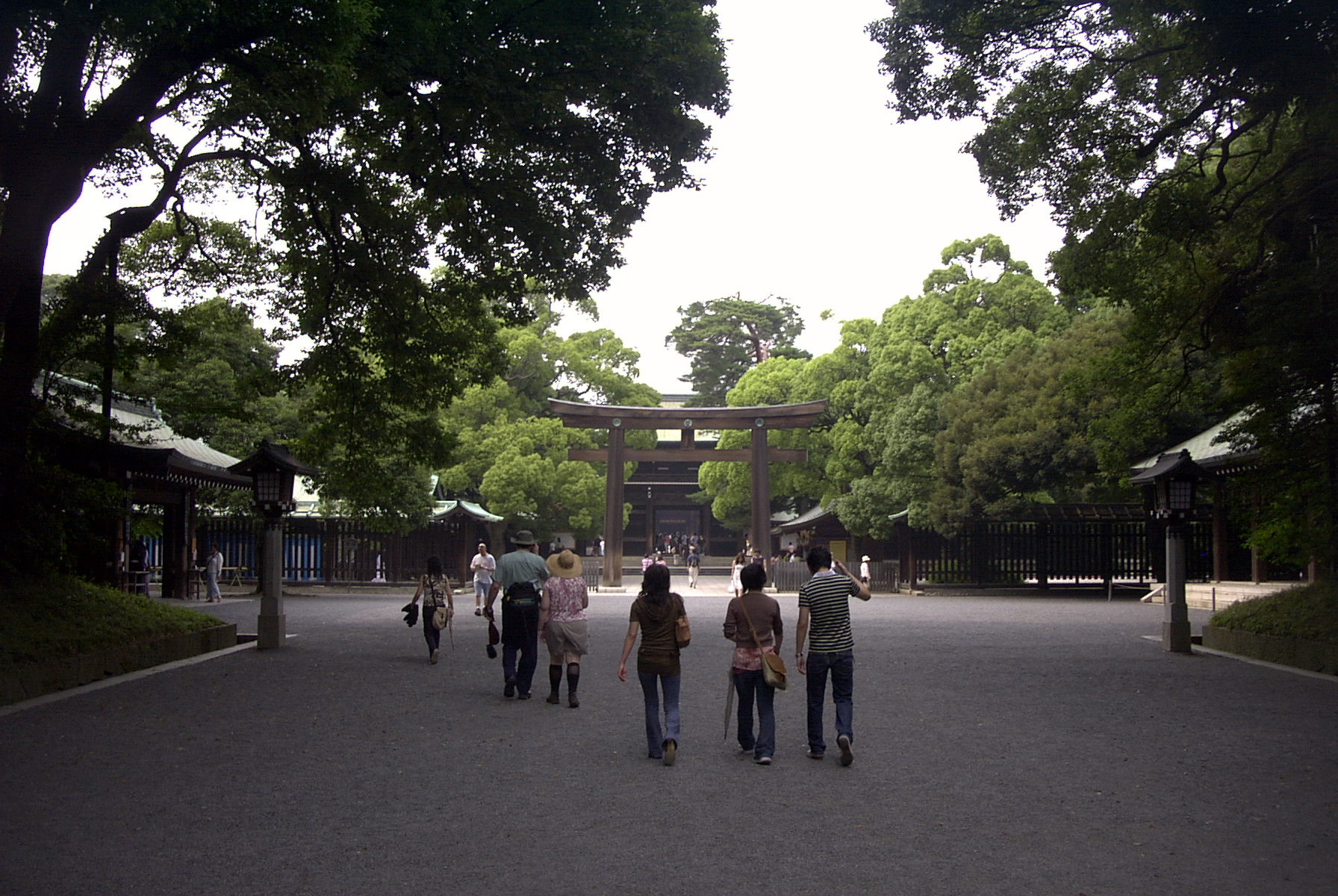
El santuari
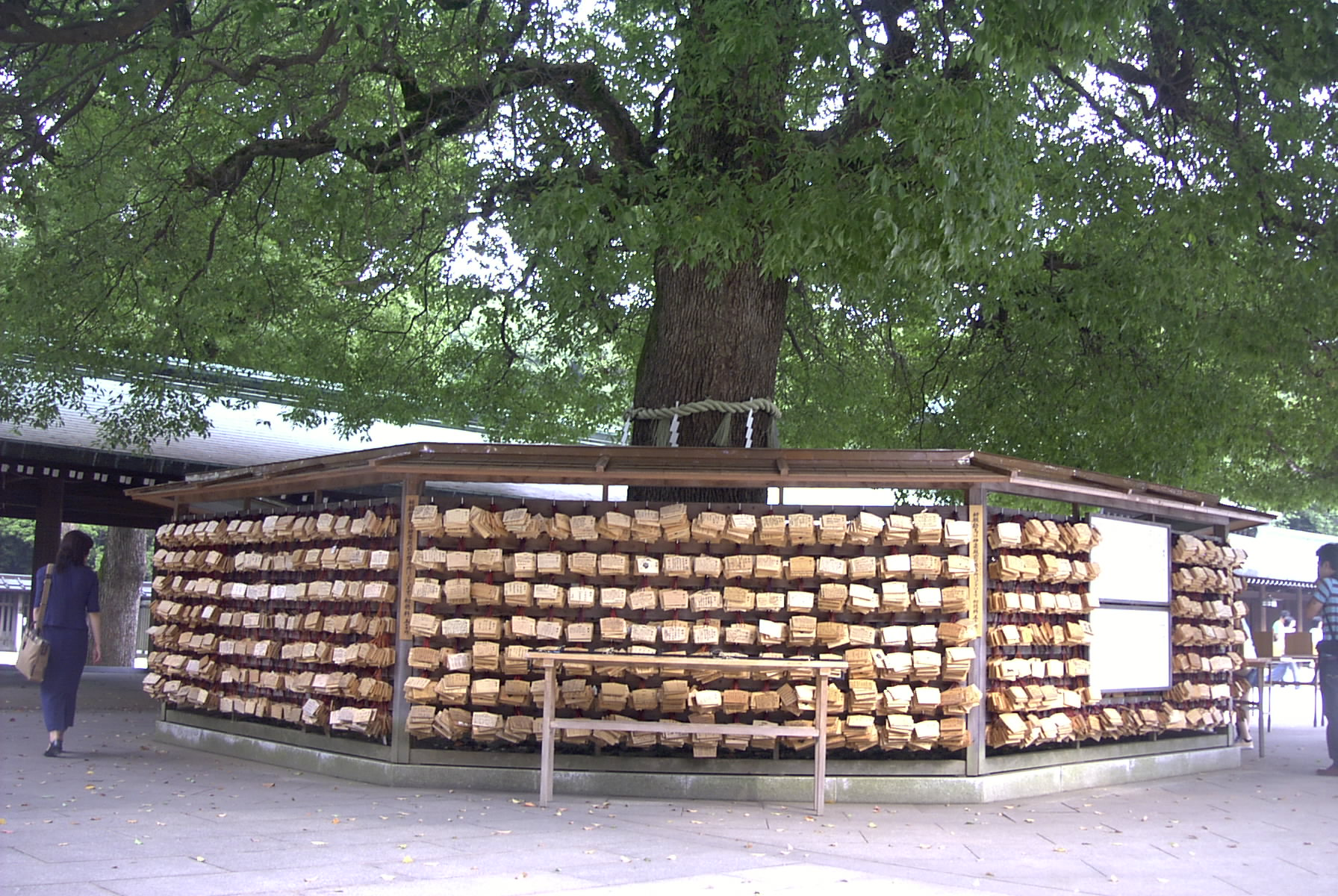
Oracions deixades els visitants
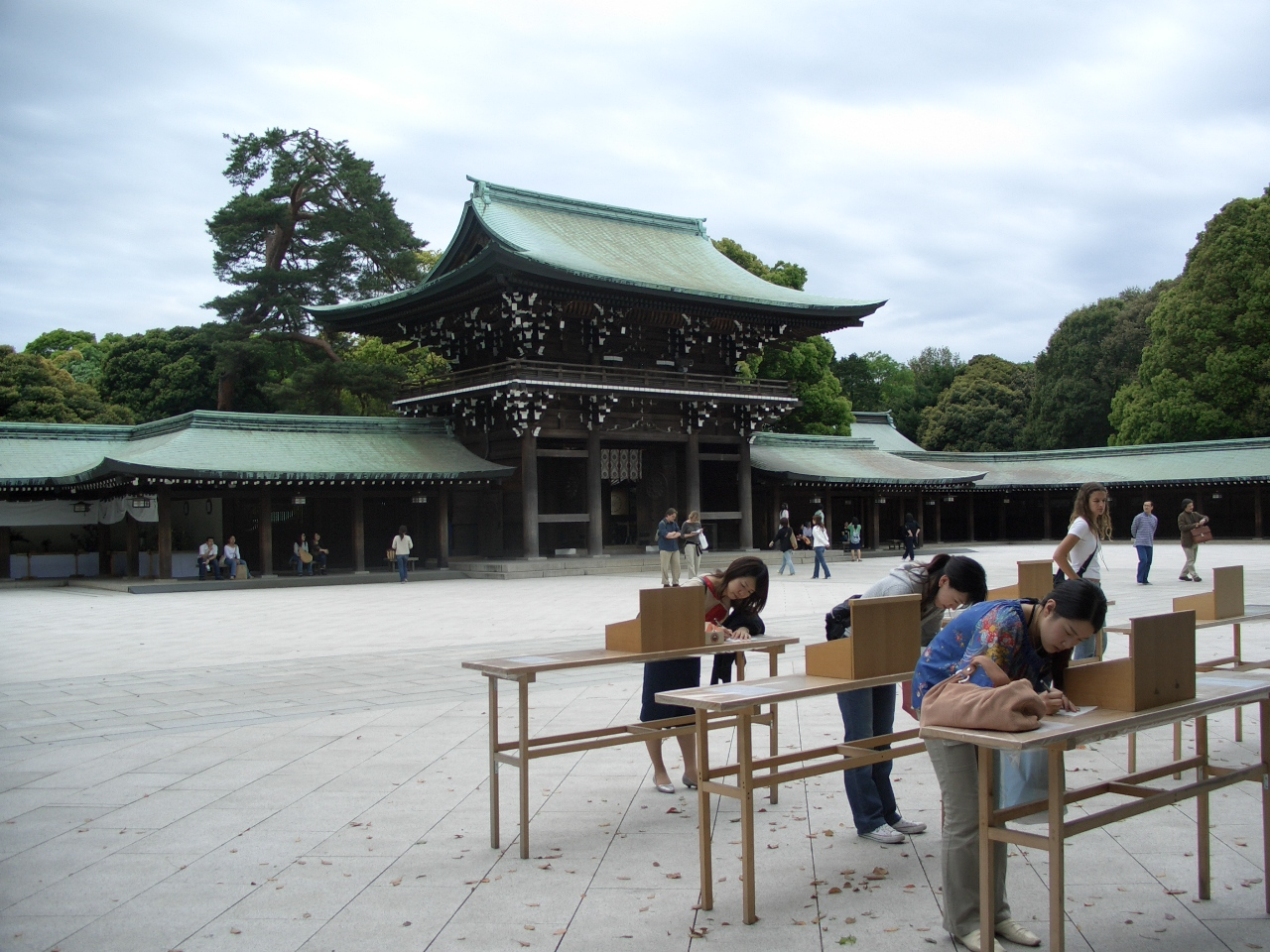
Dones recitant oracions al pati principal
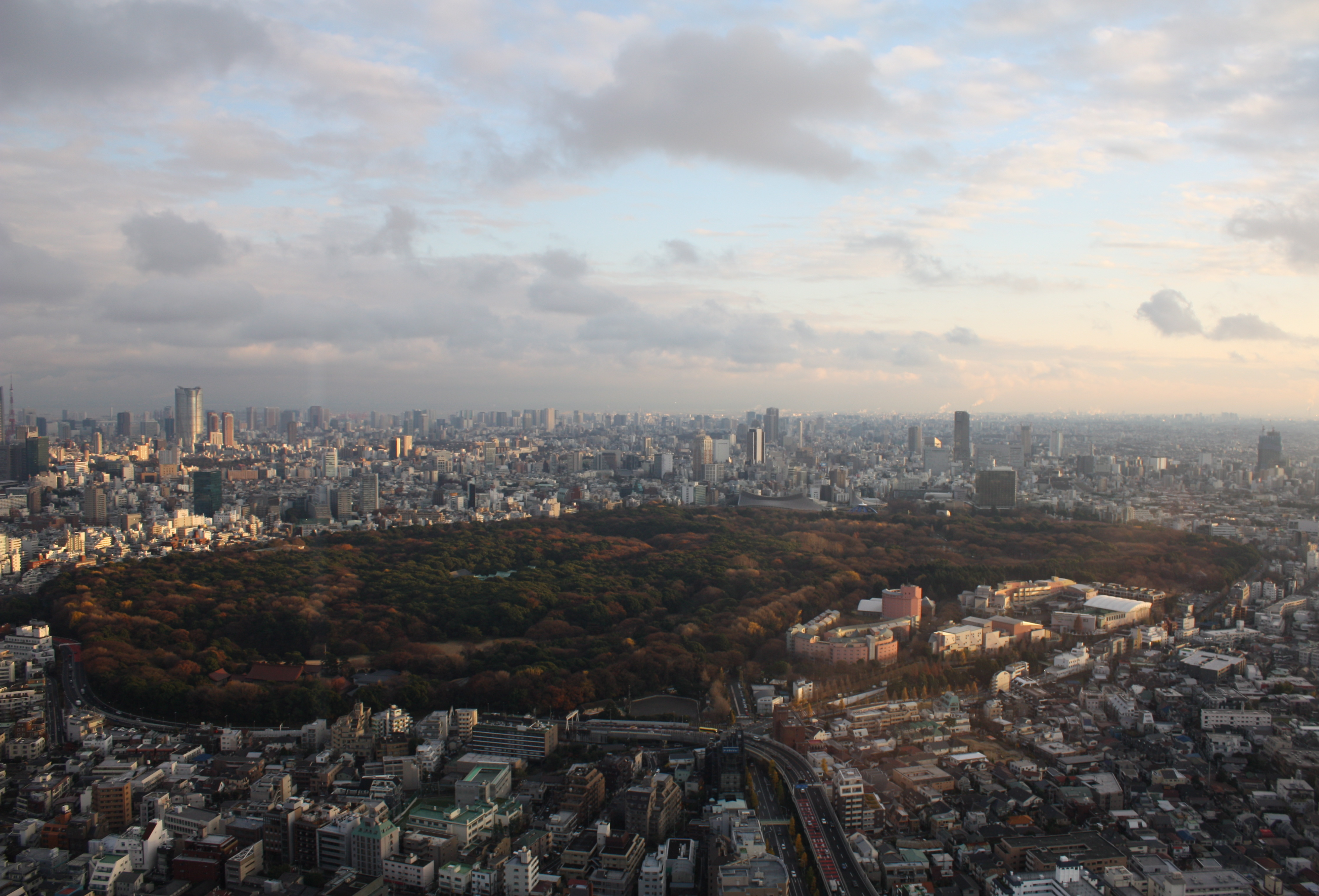
El santuari i el parc Yoyogi